# Tauatua Lucas
Tauatua Lucas (23 novembre 1994) è un calciatore francese nato a Tahiti, attaccante del Tefana.

## Carriera

### Club
Ha sempre giocato nel campionato tahitiano.

### Nazionale
Ha esordito in Nazionale nel 2016.